# Chiesa di Santa Maria Maddalena (Fontevivo)
La chiesa di Santa Maria Maddalena, nota anche come pieve di Castelguelfo, è un luogo di culto cattolico dalle forme romaniche e neogotiche situato a lato della via Emilia nella piccola frazione di Castelguelfo del comune di Fontevivo, in provincia e diocesi di Parma; è sussidiaria della parrocchiale di Santa Maria Maddalena di Ponte Taro e fa parte della zona pastorale della Pedemontana.

## Storia
Il luogo di culto fu innalzato probabilmente agli inizi del XIII secolo dai monaci benedettini francesi dell'abbazia di Santa Maria Maddalena di Vézelay, in Borgogna; posta lungo la Via Francigena, la chiesa fu dotata di un ospedale destinato ai numerosi pellegrini diretti a Roma.
La più antica testimonianza certa della sua esistenza risale tuttavia soltanto al 1230, quando l'Ecclesia de Burgeto de Taro, dalla denominazione dell'epoca del piccolo borgo prossimo al fiume Taro, fu citata nel Capitulum seu Rotulus Decimarum della diocesi di Parma tra le dipendenze dell'abbazia di Vézelay, pur trovandosi all'interno del territorio amministrato dalla pieve di Noceto.
Nel 1494 fu menzionata per la prima volta nel Regesto antico diocesano l'intitolazione della chiesa di Burgeto Taronis a santa Maria Maddalena.
Nel 1564 l'edificio fu innalzato a sede parrocchiale autonoma.
Strettamente connessa al vicino castello di Castelguelfo, la chiesa fu nei secoli protetta dai numerosi feudatari, in particolare dai Pallavicino e dai Farnese; fu allungata e sopraelevata e subì varie modifiche e aggiunte.
Nel 1935 l'antica pieve fu sottoposta ad alcuni lavori volti a ripristinare parte dell'aspetto romanico perduto.
Nel 1965 il campanile fu interessato da restauri.
Il 23 dicembre del 2008 una scossa di terremoto causò vari danni all'edificio, che in seguito fu chiuso al culto in attesa dei lavori di consolidamento e restauro; la riapertura avvenne alla fine del 2011.

## Descrizione

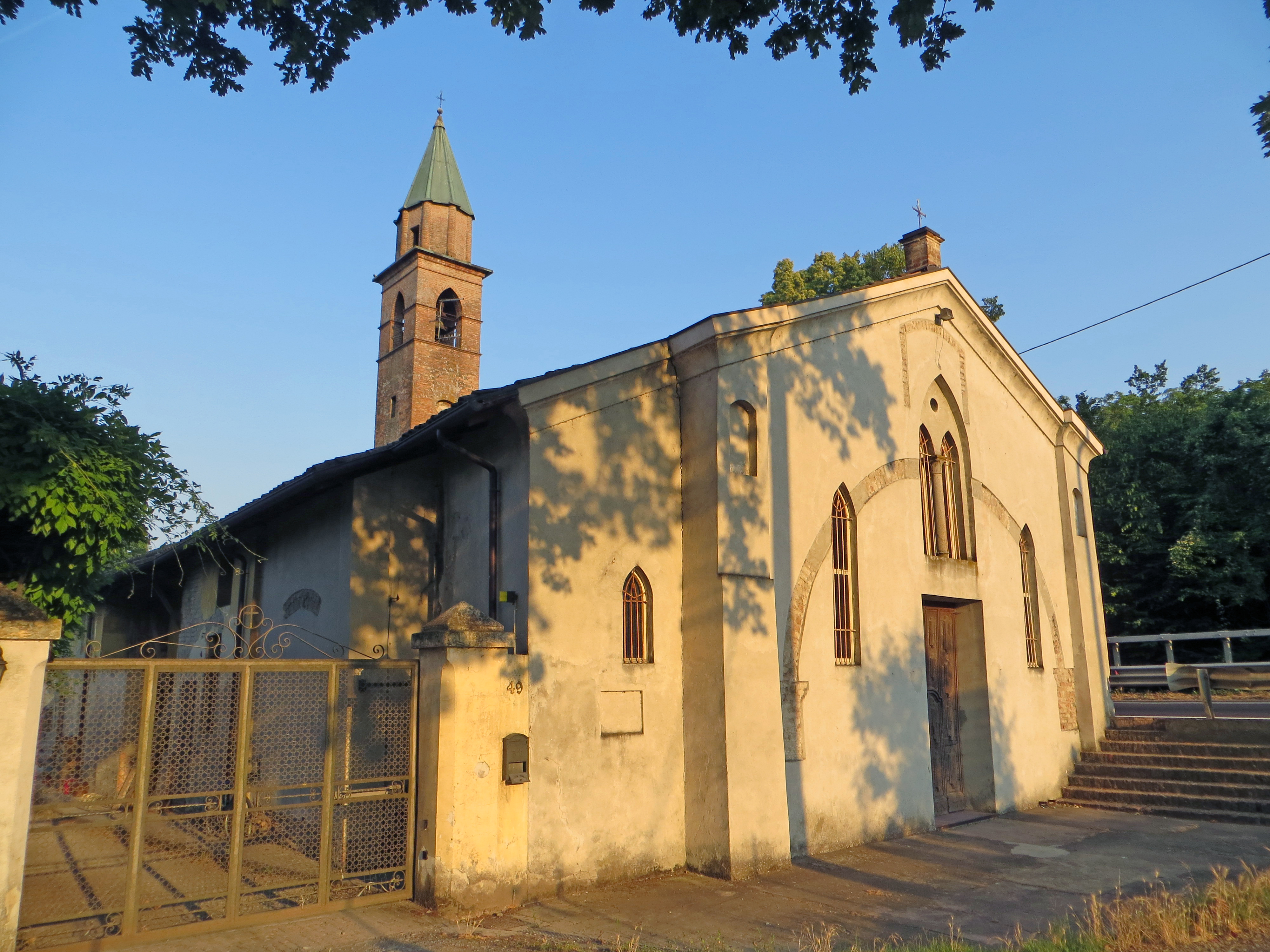
Facciata e lato nord

La piccola pieve si sviluppa su un impianto a navata unica, con ingresso a ovest e abside a est, ai margini della via Emilia; sul retro si elevano i locali dell'ex canonica, oggi adibiti a sede di un'associazione socio-assistenziale.
La simmetrica facciata a capanna, quasi interamente intonacata, è caratterizzata dall'ampia arcata a tutto sesto in mattoni posta in corrispondenza dell'originaria volta di copertura medievale, oggi interrotta dalla bifora neogotica aperta sopra il portale d'accesso centrale; quest'ultimo è affiancato da due strette monofore ad arco ogivale; alle estremità due lesene delimitano il prospetto.
Il lato sud, molto più basso a causa dell'innalzamento della sede stradale, presenta nella prima parte un rivestimento analogo alla facciata, con un'arcata centrale tagliata da una bifora neogotica, mentre la zona più vicina al presbiterio mostra il paramento originario in pietra dell'edificio medievale, sopraelevato e allungato nei secoli. Sul retro l'abside romanico è contraddistinto da alcune piccole monofore.
All'interno la navata, coperta da un soffitto a capriate lignee, presenta gli stessi rivestimenti dell'esterno, volti a distinguere le zone più antiche dell'edificio da quelle aggiunte nei secoli successivi. Oltre l'arco in pietra del presbiterio si apre la piccola abside romanica, rimasta pressoché intatta, decorata sul catino da varie porzioni di affreschi risalenti al XV secolo.